# کرومیت سرکند۱
کرومیت سرکند۱ یک اندیس فلزی است که در حوالی شهر بیرک  استان سیستان و بلوچستان قرار دارد و مادهٔ معدنی موجود در آن، کرومیت است. سنگ میزبان این اندیس پریدوتیت آلتره وتکتونیزه است و دیرینگی آن به دوران کرتاسه بالایی می‌رسد. 